# Provincia de Grau
La provincia de Grau es una de las siete que conforman el departamento de Apurímac en el sur del Perú.
Limita por el norte con la provincia de Abancay, por el este con la provincia de Cotabambas, por el sur con la provincia de Antabamba y por el oeste con la provincia de Aymaraes.
Lleva esta denominación en honor a Rafael Grau Cavero, hijo del héroe peruano Miguel Grau Seminario, quien fue diputado por Cotabambas y murió asesinado durante su campaña reeleccionista de 1917.

## División política
La provincia tiene una extensión de 2174,52 km² y se divide en 14 distritos:
- Chuquibambilla
- Curpahuasi
- Huayllati
- Mamara
- Mariscal Gamarra
- Micaela Bastidas
- Pataypampa
- Progreso
- San Antonio
- Santa Rosa
- Turpay
- Vilcabamba
- Virundo
- Curasco

## Población
La provincia tiene una población de 27 574 habitantes.

## Capital
La capital de esta provincia es la ciudad de Chuquibambilla.

## Autoridades

### Regionales
- Consejero regional
  - 2023-2026:[2] Wildo Quispe Chipana

### Municipales
- 2023-2026[2]
  - Alcalde: Luis Alberto Warthon Quintanilla.
  - Regidores:

  1. Renée Tuero Cabrera
  2. María Meza León
  3. Estanislao Tomaylla Urpi
  4. Janeth Bernales Sotomayor
  5. Marcelino Bazán Salcedo

## Festividades
- 14 de septiembre: Festividad

del Señor de la Exaltación
- 4 de noviembre: Aniversario de la provincia de Grau